# Megalestes distans
Megalestes distans là loài chuồn chuồn trong họ Synlestidae. Loài này được Needham mô tả khoa học đầu tiên năm 1930.